# Замислово (Великопольське воєводство)
Замислово (пол. Zamysłowo) — село в Польщі, у гміні Стеншев Познанського повіту Великопольського воєводства.
Населення — 341 особа (2011).
У 1975-1998 роках село належало до Познанського воєводства.

## Демографія
Демографічна структура станом на 31 березня 2011 року:
|          | Загалом | Допрацездатний вік | Працездатний вік | Постпрацездатний вік |
| -------- | ------- | ------------------ | ---------------- | -------------------- |
| Чоловіки | 181     | 52                 | 115              | 14                   |
| Жінки    | 160     | 30                 | 95               | 35                   |
| Разом    | 341     | 82                 | 210              | 49                   |